# Er rufet seinen Schafen mit Namen, BWV 175
Er rufet seinen Schafen mit Namen, BWV 175 (Ell crida les seves ovelles pel seu nom), és una cantata religiosa de Johann Sebastian Bach per al dimarts de Pentecosta, estrenada a Leipzig el 22 de maig de 1725.

## Origen i context
El llibret és de la poetessa Christiane Marianne von Ziegler –amb nombroses modificacions del mateix Bach– i forma part del recull que publicà l'any 1728 amb el títol Andächtige Gedichte (Poesies devots). Bach posà música a altres vuit textos de von Ziegler, corresponents a les cantates BWV 68, BWV 74, BWV 87, BWV 103, BWV 108, BWV 128, BWV 176 i la BWV 183, totes elles destinades al temps de Pasqua de l'any 1725. El llibret fa referència a l'evangeli del dia, Joan (10, 1-11) que narra la Paràbola del pastor, on Jesús diu: el pastor crida les que són seves, cada una pel seu nom, i les fa sortir, que dona títol a la cantata. Per a aquest dimarts de Pentecosta només s'ha conservat una altra cantata, la BWV 184.

## Anàlisi
Obra escrita per a contralt, tenor, baix i cor; dues trompetes, tres flautes de bec, violoncel piccolo, corda i baix continu. Consta de set números.
1. Recitatiu (tenor): Er rufet seinen Schafen mit Namen (Ell crida les seves ovelles pel seu nom)
2. Ària (contralt): Komm, leite mich (Vine, emmena'm)
3. Recitatiu (tenor): Wo find ich dich? (On ets que no et veig?)
4. Ària (tenor): Es dünket mich, ich seh dich kommen (Em sembla que ja et veig venir)
5. Recitatiu (contralt i baix): Sie vernahmen aber nicht, was es war, das er zu ihnen gesaget hatte (Però ells no van entendre res del que ell els havia dit)
6. Ària (baix): Öffnet euch, ihr beiden Ohren (Obriu bé ambdues orelles)
7. Coral: Nun, werter Geist, ich folg dir (Des d'ara et seguiré, Esperit plaent)

El primer número és un recitatiu on es declamen les paraules de Crist, però no ho fa el baix, l'habitual Vox Christi, sinó el tenor, acompanyat de les tres flautes que confereixen al moviment un aire pastoral. Aquest aire es reforça encara més en el número següent, una ària de contralt, amb un ritme de siciliana. Els dos números següents van a càrrec del tenor, en el recitatiu destaca una inflexió plena d'emoció sobre sehne (deleja); segueix una ària, amb un violoncel piccolo, que és una paròdia del setè número de la cantata profana BWV 173a, amb un aire de bourrée inconfusible. El recitatiu del número 5 conté una altra citació de l'evangeli, el contralt declama els versicles i el baix el contesta amb un estil arioso. En l'ària de baix del número 6, comença amb la citació bíblica Öffnet euch, ihr beiden Ohren (Obriu bé ambdues orelles), amb dues trompetes concertants i el continu –una disposició molt rara en Bach– que proclama el triomf de Jesús sobre la mort i el dimoni. El coral final procedeix del tercer número de la cantata BWV 59 amb una instrumentació nova; conté la novena estrofa de l'himne O Gottes Geist, mein Trost und Rat de Johann Rist (1651), harmonitzada amb la melodia de Komm, Heiliger Geist, Herre Gott de Johann Walter, que ja apareix en el cançoner de Wittenberg de l'any 1524. Té una durada aproximada d'uns divuit minuts.

## Discografia seleccionada
- J.S. Bach: Das Kantatenwerk. Sacred Cantatas Vol. 9. Gustav Leonhardt, Leonhardt-Consort, Knabenchor Hannover (Heinz Hennig, director), Collegium Vocale Gent (Philippe Herreweghe, director), Paul Esswood, Marius van Altena, Max van Egmond. (Teldec), 1994.
- J.S. Bach: The complete live recordings from the Bach Cantata Pilgrimage. CD 24: Holy Trinity, Blythburgh; 13 de juny de 2000. John Eliot Gardiner, English Baroque Soloists, Monteverdi Choir, Nathalie Stutzmann, Christoph Genz, Stephan Loges. (Soli Deo Gloria), 2013.
- J.S. Bach: Complete Cantatas Vol. 15. Ton Koopman, Amsterdam Baroque Orchestra & Choir, Bogna Bartosz, Christoph Prégadien, Klaus Mertens. (Challenge Classics), 2004.
- J.S. Bach: Cantatas Vol. 39. Masaaki Suzuki, Bach Collegium Japan, Robin Blaze, Gerd Türk, Peter Kooij. (BIS), 2008.
- J.S. Bach: Church Cantatas Vol. 52. Helmuth Rilling, Bach-Collegium Stuttgart, Gächinger Kantorei Stuttgart, Carolyn Watkinson, Peter Schreier, Philippe Huttenlocher,. (Hänssler), 1999.
- Baroque Voices 3, Bach Cantatas. Chritopher Coin, Ensemble Baroque de Limoges, Concert Vocale de Leipzig, Andreas Scholl, Christoph Prégardien, Gotthold Schwarz. (Naive), 1994.